# یونیونتاون (اوهایو)
یونیونتاون (به انگلیسی: Uniontown) یک منطقهٔ مسکونی در ایالات متحده آمریکا است که در شهرستان استارک، اوهایو واقع شده‌است. یونیونتاون ۶٫۵ کیلومتر مربع مساحت و ۲٬۸۰۲ نفر جمعیت دارد و ۳۴۱ متر بالاتر از سطح دریا واقع شده‌است.